# 小人國6

《小人國6》（英文: Little Hong Kong Season 6）是一齣2017年由W創作社主辦、風車草劇團及寰亞娛樂協辦於香港演藝學院公演的舞台劇，是W創作社的第三十二部作品，亦是香港舞台劇界最受歡迎喜劇系列之一《小人國》的第六集，由黃智龍編導，集合上集全部主演班底 梁祖堯、王菀之 、邵美君、湯駿業、白只、韋羅莎、鄧世昌，並有朱凌凌樂隊成員、香港舞台劇獎最佳男主角楊偉倫加盟。
貫徹《小人國》系列嬉笑怒罵的手法，《小人國6》繼續數臭「梗有一個喺你左近」的香港小人，二十一場門票全部售罄，短短的預售期預售門票突破一萬，觀眾人次超過二萬四千，入場人次與《小人國5》一樣，是 W 創作社成立以來最高之一。

演出由九個各自獨立的故事所組成，每個故事都與市民息息相關，能產生共鳴，雖以喜劇手法演繹，少少胡鬧，但又引人深思。

## 背景
07,09,11,13,15年公演的第1,2,3,4, 5集均票房全滿，笑聲掌聲不停，大受歡迎。《小人國》的靈感其實來自英國BBC電視台一齣諷刺英國人陰暗面的電視喜劇"Little Britain"(小小小英國)，由Matt Lucas 和David Walliams 創作及主演。但由於《小人國》講的是香港人香港事，笑料、角色及表演方式並不一樣。
首五集經典小人角色如大明星基米高、鬼妹仔朱靚芳、名媛馮陳美蟬、 白鴿眼索女Christine Law、勢利中女Heidi等亦全部回歸，而於上集大受歡迎的常識姐亦重現舞台。
W創作社音樂總監Michael Tsang為《小人國》創作了一首旋律簡單、調子輕快的主題曲，每集所有演員都會演唱之外，整齣戲也會用此主題音樂的不同編曲及變奏作為配樂及間場。所以只要聽到這首主題音樂，就會立刻想起這個瘋狂搞笑系列。而編舞陳嘉儀每次會重新編排主題曲的舞蹈，集集不同，增加新鮮感。

## 故事大綱
《小人國6》演出以九個獨立故事組成，包括：
序 主題曲 
今次配合佈景設計，演唱主題曲時模枋Lego人的舞步
第一場 純純的愛 偷偷的情
偽ABC港女Rosemary出嫁兩年，重遇讀書時暗戀對象Dino，於是決定「改邪歸正」化名「冰冰」談一段純純的愛，豈料偷情時被老公Johnny撞破並提出離婚。Rosemary再次出動智慧、情緒、愛慾女神，目標是留住兩段不可共存的親密關係。
第二場 曾．文青
日本哲學「斷捨離」專家曾文青以大量似是而非的「金句」，例如「在非洲每一分鐘就有六十秒」「昨日的你比現在年輕一日」去教導好友黑黑及其女友white white如何棄掉家中雜物，兩人更被文青引導正視自己的感情需要，結果連兩人的感情也被「斷捨離」，更揭發一段不可告人的三角關係…...。
第三場 八個特工去旅行
八位變種特工決定休戰暫時不用異能，模仿人類享受旅行真樂趣，但到了東京各人惡習盡顯：遲起身錯過集合時間的靈鳥、只想自由活動的狼人、用錯google map的暴風女神等，最後激怒了辛苦編排行程的鐳射眼，間接揭發了當年磁力王與Professor X的旅遊黑暗史…好友一起去旅行，很多時候也沒有好下場！
第四場 Hong Kong 『黑的』
兩個國際KOL登上香港的士，希望體驗一個充滿地道氣息又刺激香港黑的之旅：將香港粗口溶入經典交響曲、享受的士臭味、主動要求兜路，最後更改裝咪表、挑釁司機chok車...全程以Facebook live直播，香港黑的終於能揚威國際！
第五場 辦公室WhatsApp大作戰
老闆Wylie強調職場秘訣『Work Hard, play hard』，卻經常於週末以WhatsApp疲勞轟炸同事，高層Iris惟有另開群組與中層Eric、低層Simon宣洩不滿，卻犯一個低級但人人都衰過的錯誤：send錯group！結果將數盡老闆的壞話一字不漏send給Wylie，Wylie更用Facebook post踢爆裝病的同事，並以voice message、嬲嬲emoji施壓，一眾員工決定剷走WhatsApp以逃避Wylie魔掌，但真的會成功嗎？
第六場 常識姐 Vs Mr. Panda (藥用篇)
常識姐繼《小人國5》打造Tomato blue及裙褲裙之後，今次再將麻煩升級，目標是投訴藥房賣的貨品全部「貨不對辦」：「點解食左成個月，藥箱都冇變首飾箱架？」正當Mr.Panda反擊大家不應沉迷藥物廣告的訊息：「個BB同時肚痾，嘔奶，消化不良，感冒傷風，夜睡不寧，仲要神經緊張…係咪唔應該食藥，應該入急症室？」最後發現最不能「抽離」這些廣告訊息其實是Mr.Panda自己！
第七場 正能量殺手
有沒有想過正能量也會害死人？充滿正能量的Positive與負面情緒超標的Negative拯救兩名即將自殺的人。Positive唱出<快樂頌>鼓勵小麗，但小麗感覺更被孤立，反而Negative以「紅顏薄命」為理由去嘲笑小麗「命厚」，小麗聽罷仿如被當頭棒喝：「人生都捱了這麼多年，為何不能再捱下去！」就此放棄自殺！Positive之後再以離地樂觀心態說服立志成為作家但投稿99次都失敗的阿凡，對方卻因Positive一句『很多作家死後可以名留千古』而立下決心跳樓！
第八場 基米高（十年後又再）襟冰襟冰再襟冰
十年前的Cha Cha Swa推出全球限量一件的 Sha Sha Swa再令爭衫場面重現！馮陳美嬋卻因基米高患上睪丸癌而讓步，連白鴿眼SalesChristine Law及其經理Heidi亦將Sha Sha Swa拱手相讓，其虛偽的大愛行為令Michael無法忍受，企圖將靚衫賤賣，希望眾人醒覺堅持自己想法：美好的東西是永不會過時，別人不懂得欣賞便由他吧！即使自己生命危在旦夕，即使香港已經玩完...我們也要堅持。
第九場 老闆矛盾操
由《小人國4》獨創的卸膊操，發展到《小人國5》老闆謎語操，第6集再度挑戰職場老闆喜歡朝令夕改，不停推翻自己之前所講説話的「老闆矛盾操」！
例如老闆經常說「有問題可以話我知」去打造開放的工作環境，但如果你真的向他們問問題，老闆就會立刻反口：「請你番黎係解決問題！」串爆香港離地老闆。

## 外部連結
W創作社官方網頁 （页面存档备份，存于）
W創作社Facebook 專頁 （页面存档备份，存于）
W創作社微博 （页面存档备份，存于）